# V chaloupkách
V chaloupkách je přírodní památka poblíž obce Horní Štěpánov v okrese Prostějov. Území je ve správě Krajského úřadu Olomouckého kraje.

## Předmět ochrany
Důvodem ochrany je prameništní louka s bohatou květenou, hl. mečík střechovitý (Gladiolus imbricatus).

## Flóra
V lokalitě roste všivec lesní (Pedicularis sylvatica), mečík střechovitý, kosatec sibiřský (Iris sibirica), zvonečník hlavatý (Phyteuma orbiculare), hladýš pruský (Laserpitium prutenicum), hadí mord nízký (Scorzonera humilis), ostřice stinná (Carex umbrosa) či hořeček mnohotvarý (Gentianella praecox).

## Fauna
Přírodní památka je biotopem bramborníčka hnědého (Saxicola rubetra).

## Vodstvo
Oblast je pramennou částí bezejmenného pravostranného přítoku Bělé.

## Geologie
Podloží je tvořeno kulmskými drobami, nad nimi se vyvinuly pseudogleje až trvale zbahněné gleje.

## Fotogalerie

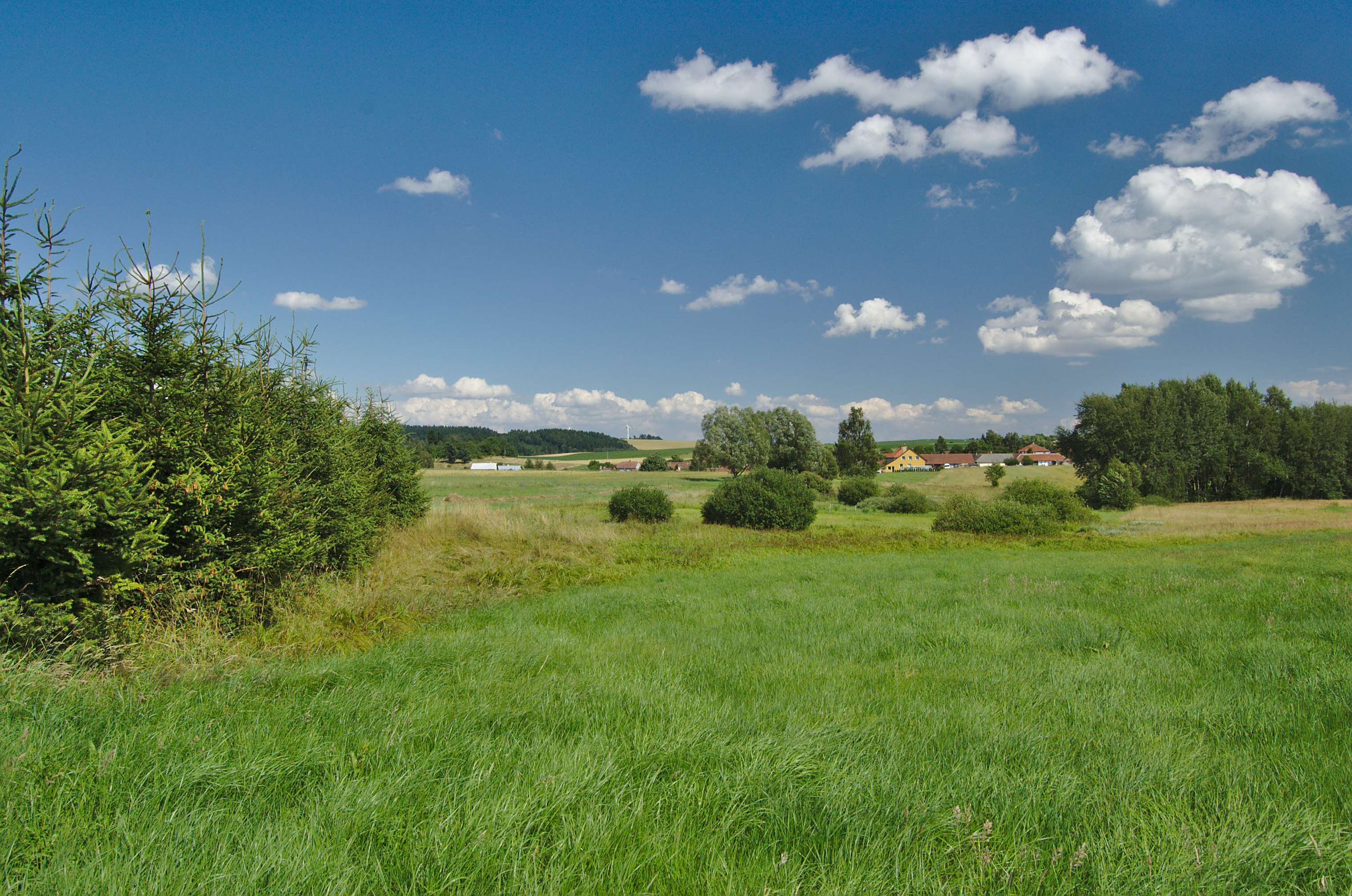
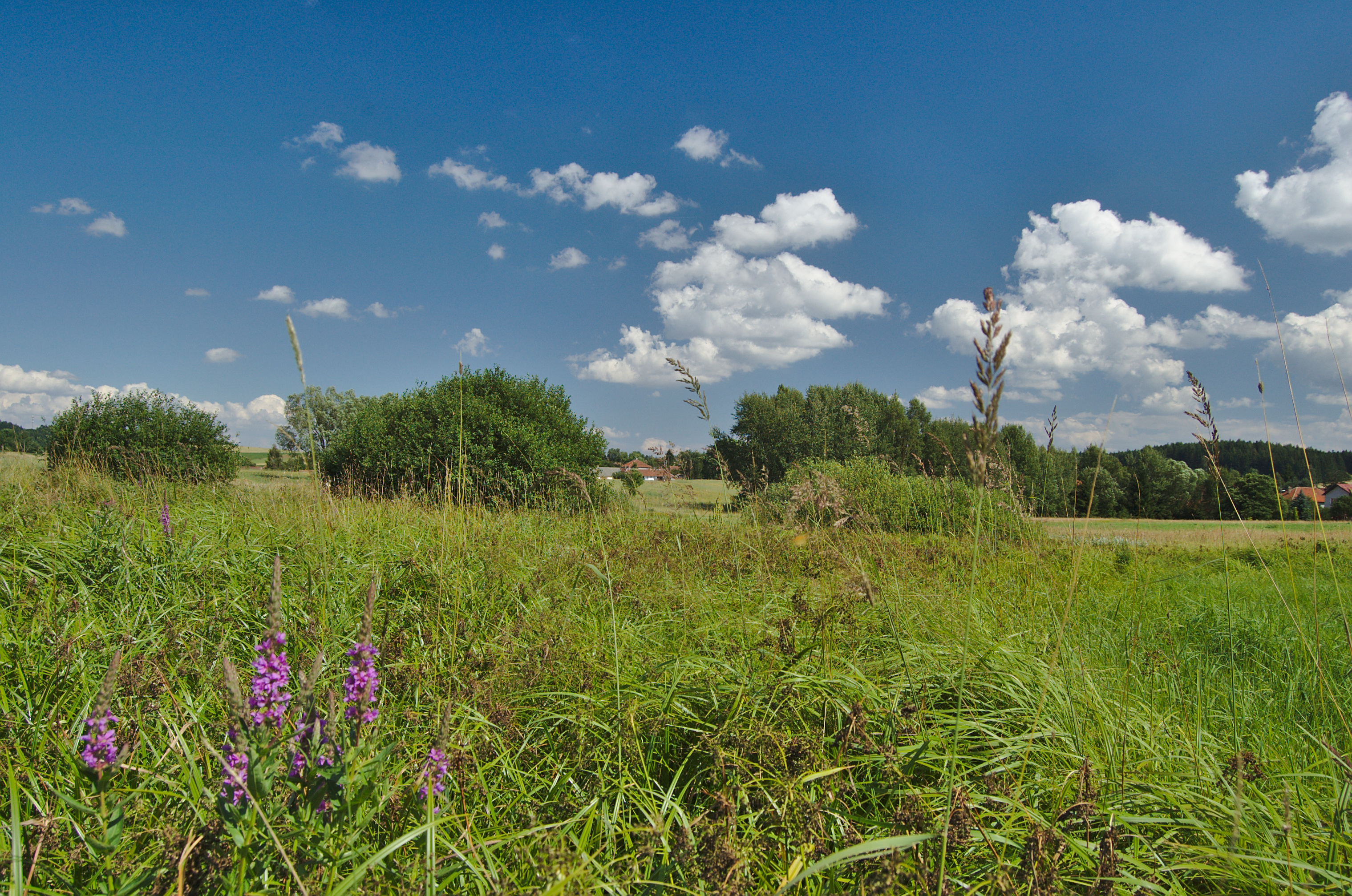
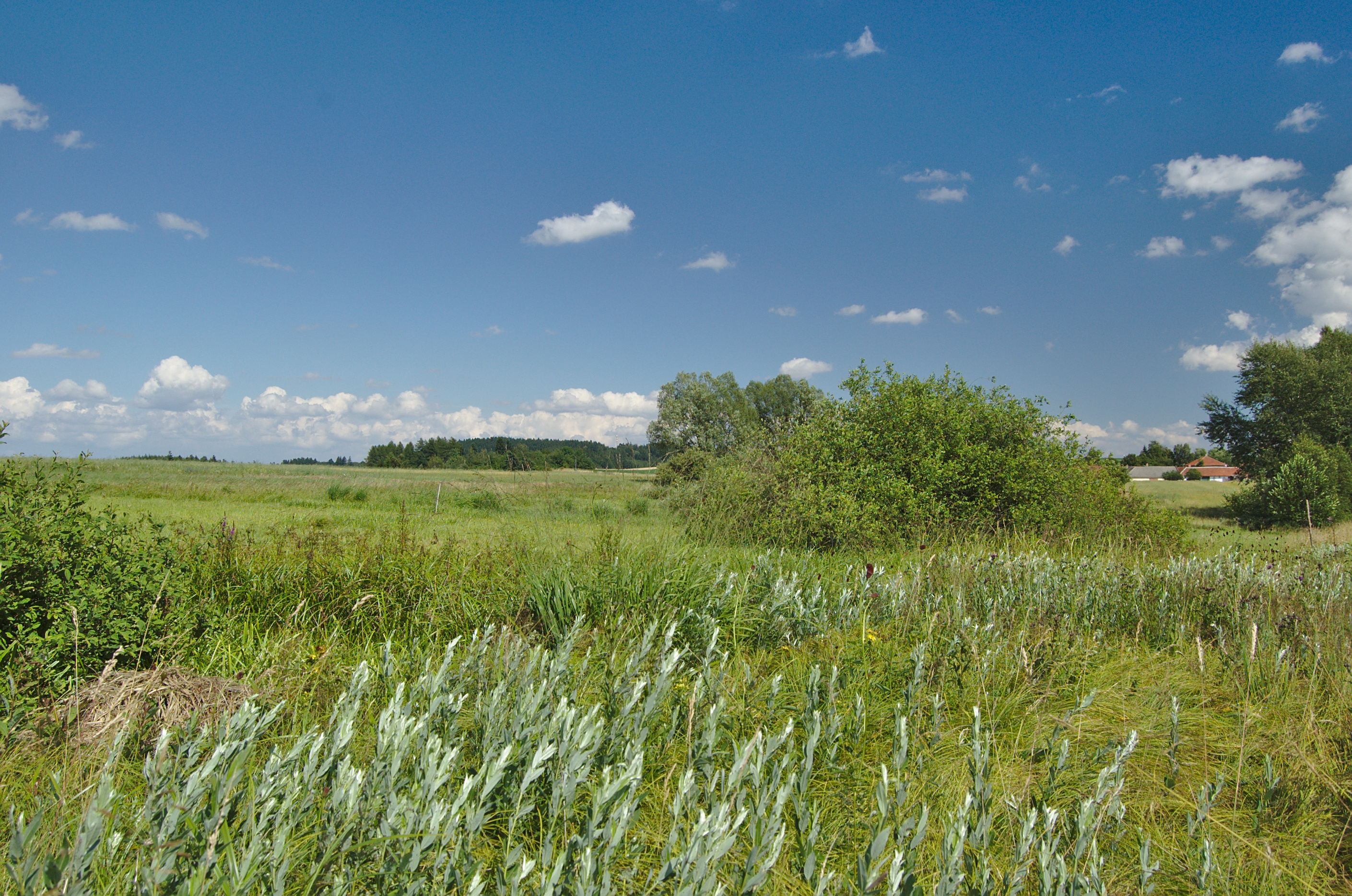
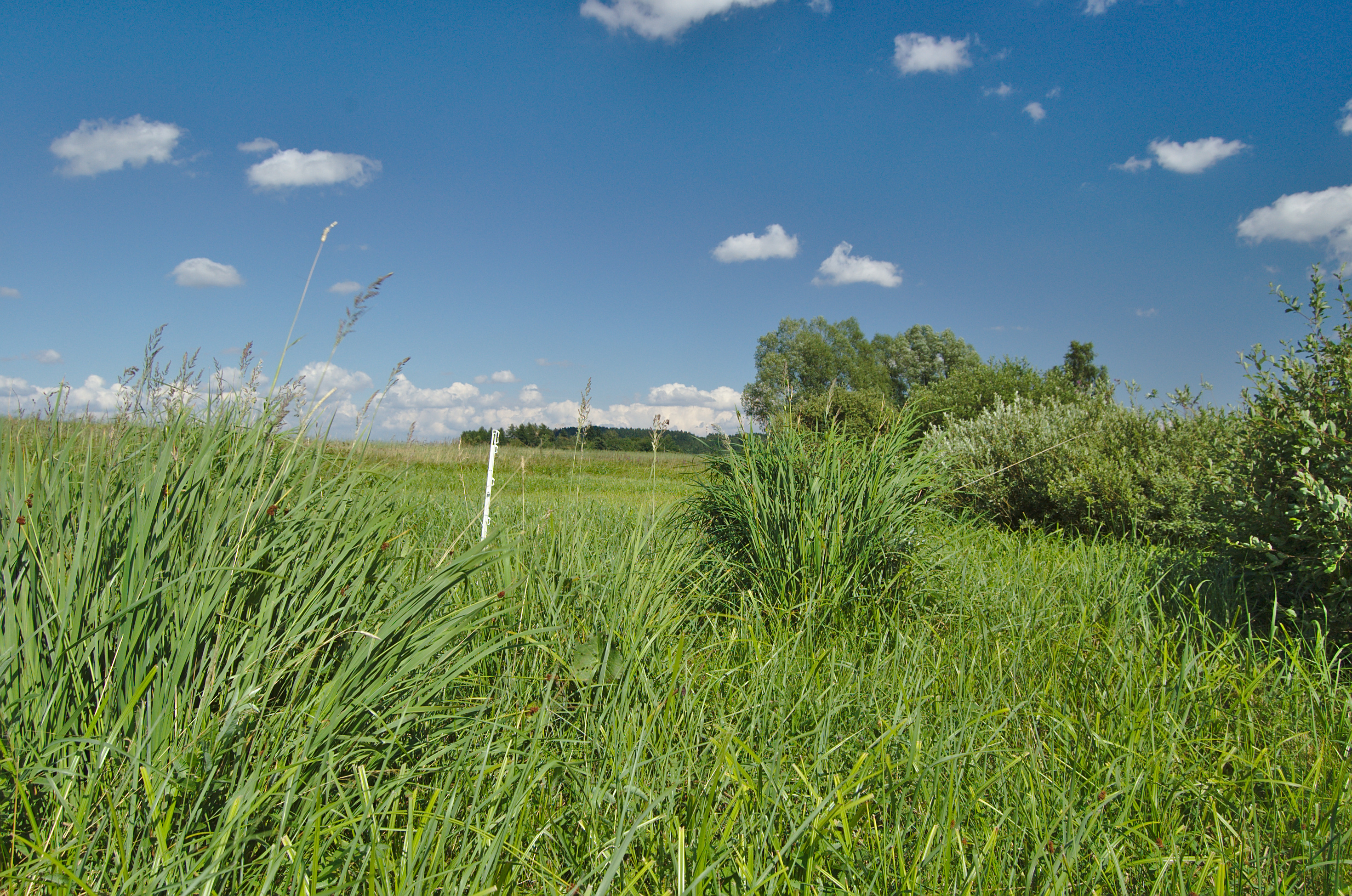
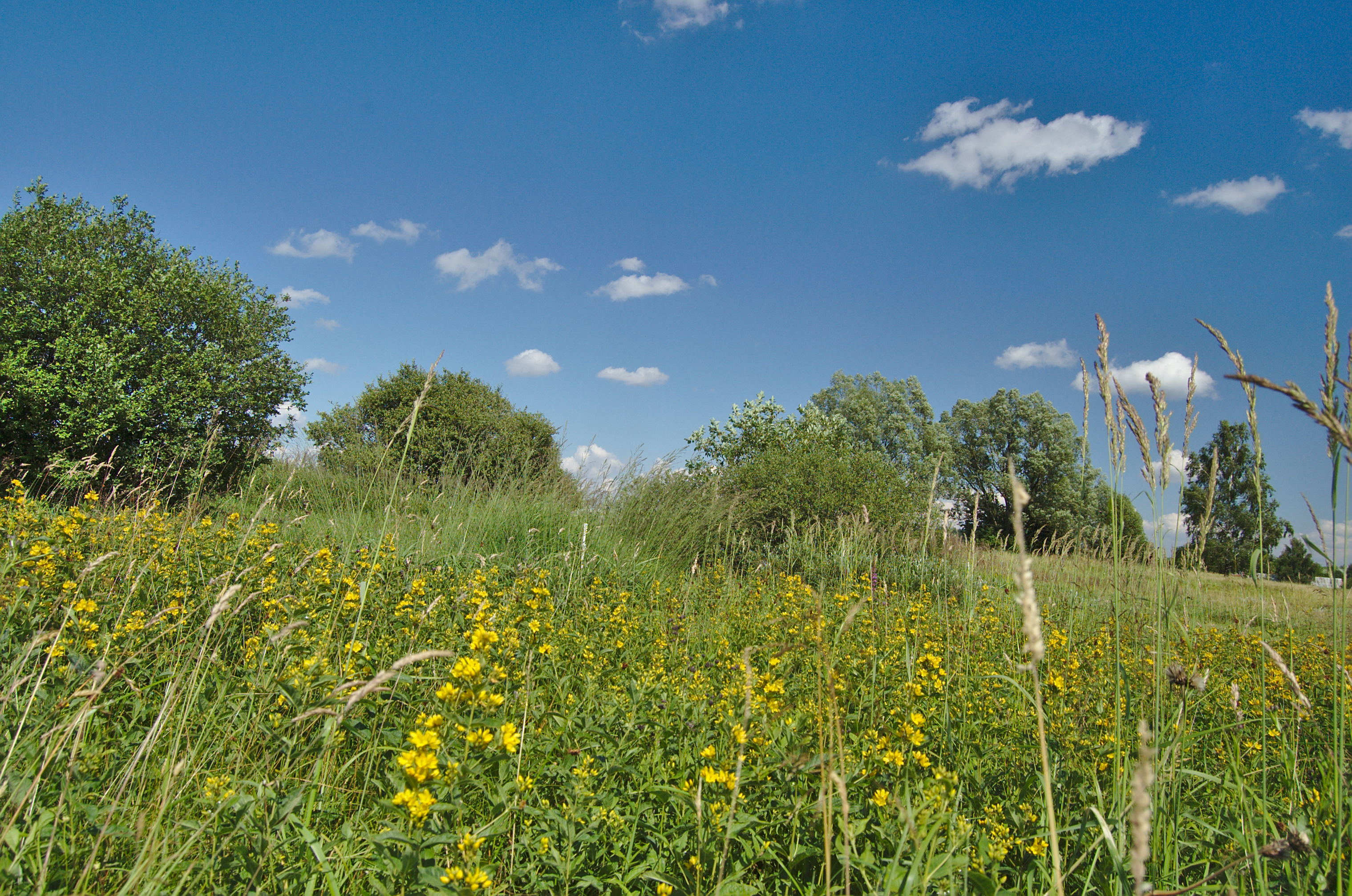
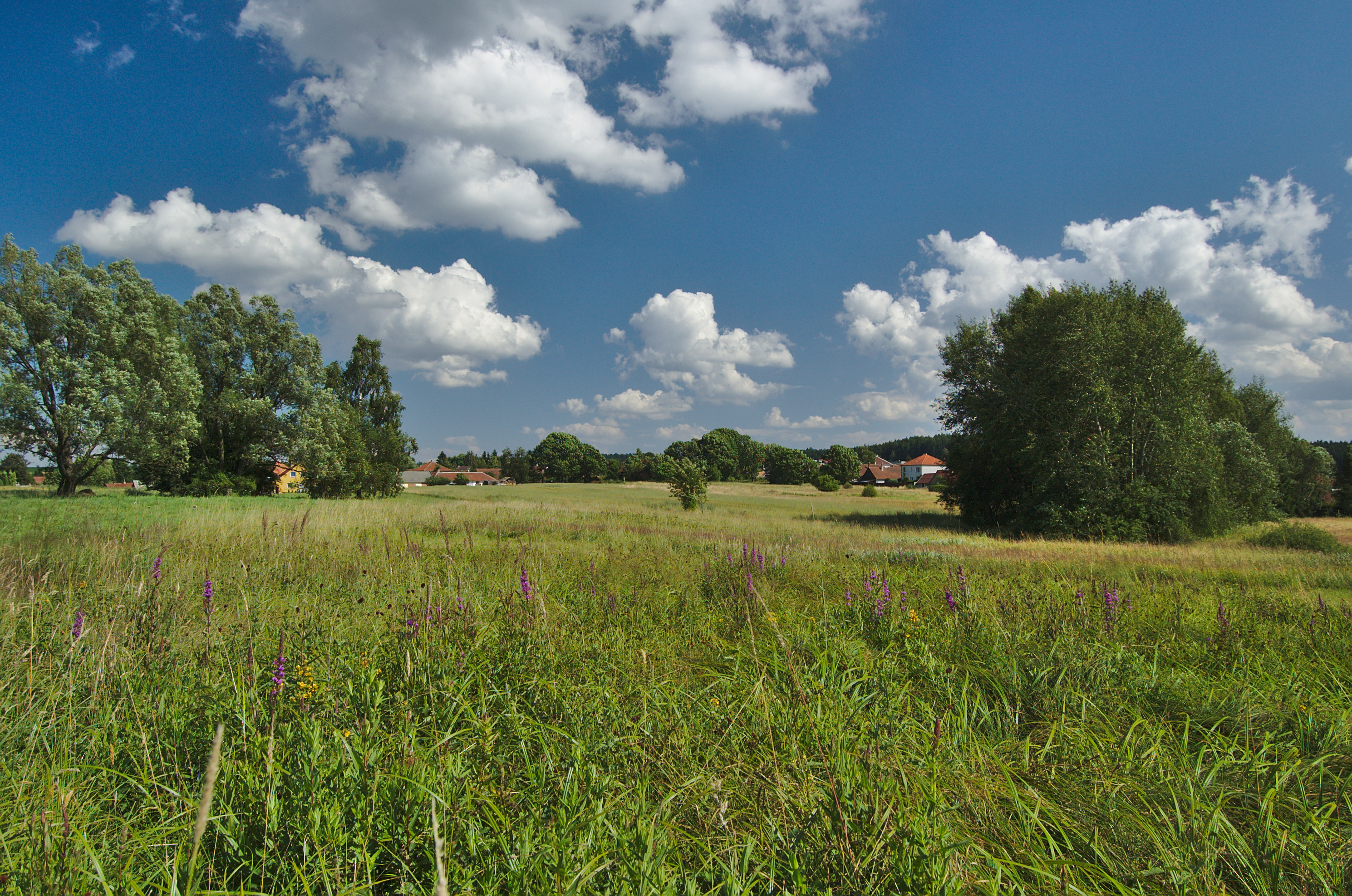
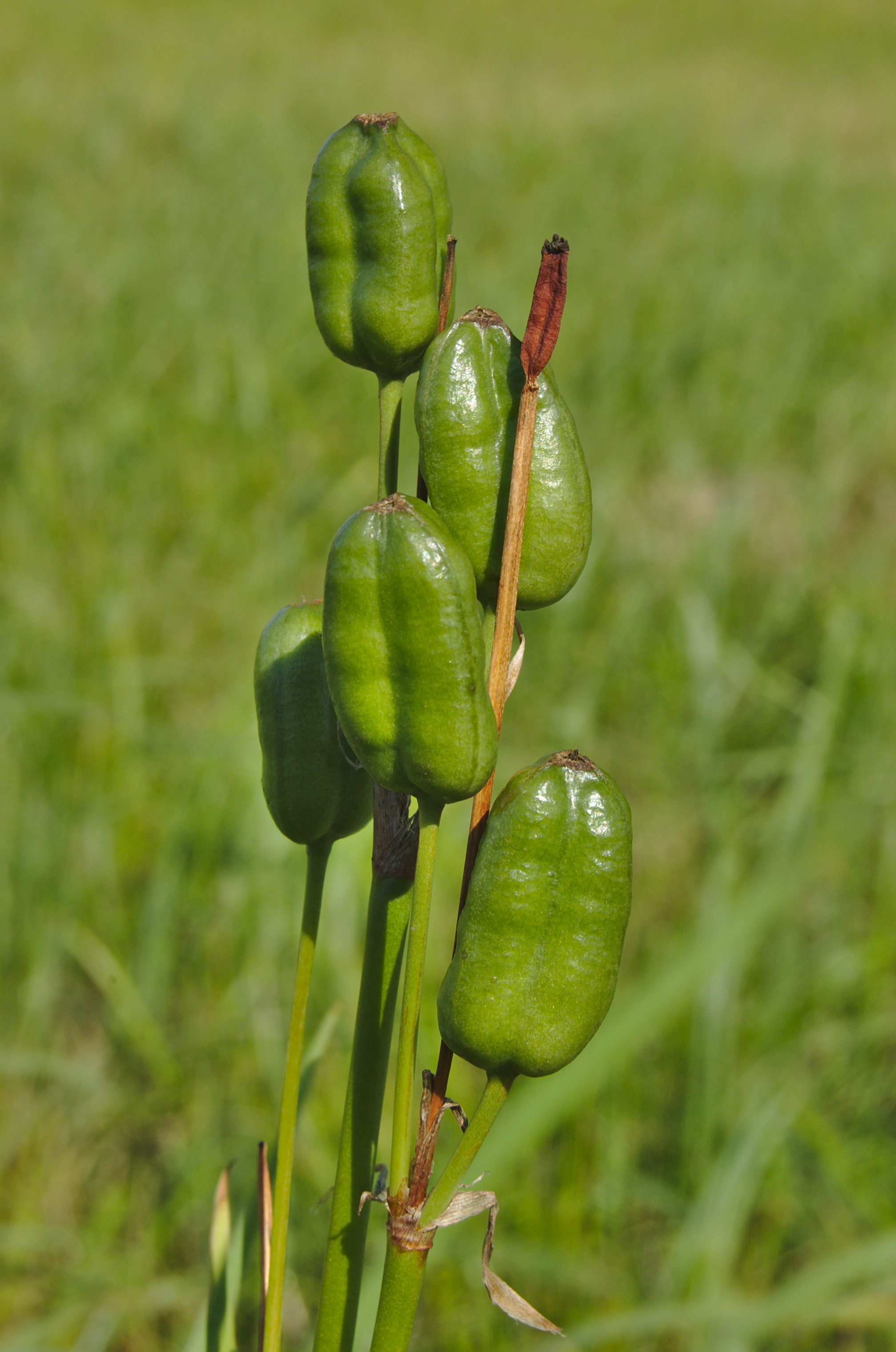
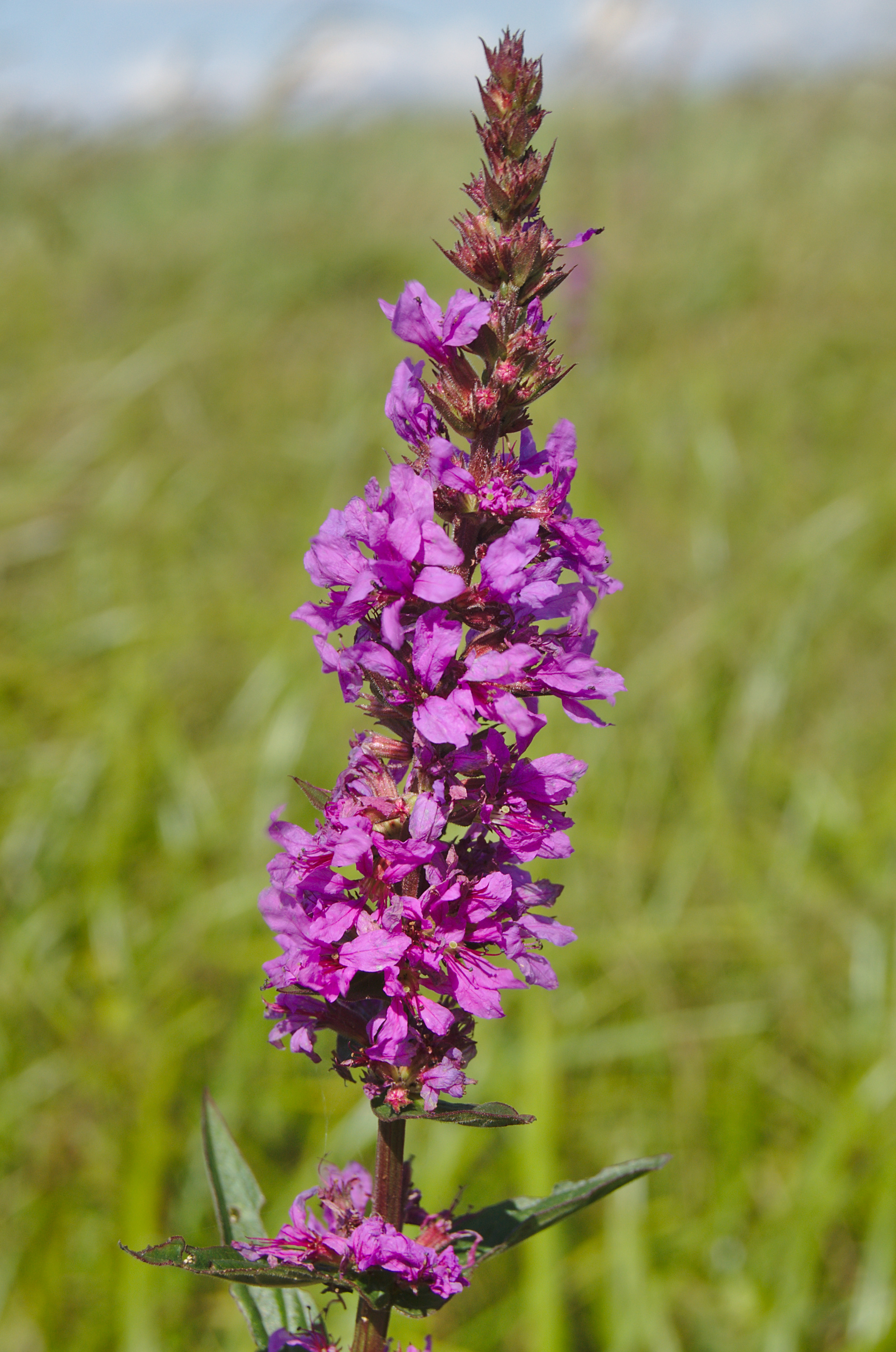